# Karalundi
Karalundi is een plaats in de regio Mid West in West-Australië. Er is een inheemse gemeenschap gevestigd.

## Geschiedenis
In 1954 richtte de zevendedagsadventisten de Karalundimissie met een bijhorende school op. Er werden tot 50-60 inheemse kinderen onderwezen. De missie werd twintig jaar later, in 1974, gesloten.
De school werd in 1986 door lokale Aboriginesgemeenschappen, de zevendedagsadventisten en ex-studenten heropend.
In september 2013 begon 'Doray Minerals' goud te produceren in de 'Andy Well'-goudmijn in de nabijheid van Karalundi. Het project liep tot 2017.
In 2017 werd de native title-eis van de Wajarri Yamatji, over het gebied waarin Karalundi ligt, goedgekeurd.

## Beschrijving
Karalundi maakt deel uit van het lokale bestuursgebied (LGA) Shire of Meekatharra, waarvan Meekatharra de hoofdplaats is.
In 2021 telde Karalundi 65 inwoners. Daarnaast leven er in het internaat van de 'Karalundi Aboriginal Education Community' - behalve in de schoolvakanties - ook nog eens tot honderd studenten.
Karalundi heeft een school, winkel, elektriciteitscentrale, kerk, caravanpark, zwembad en verscheidene andere sportfaciliteiten.

## Transport
Karalundi ligt langs de Great Northern Highway, 814 kilometer ten noordnoordoosten van de West-Australische hoofdstad Perth, 366 kilometer ten zuidzuidwesten van Newman en 58 kilometer ten noordnoordoosten van Meekatharra.
Net ten westen van het plaatsje ligt een achthonderd meter lange startbaan.

## Klimaat
Karalundi kent een warm woestijnklimaat, BWh volgens de klimaatclassificatie van Köppen. De gemiddelde jaarlijkse temperatuur bedraagt 22,3 °C en de gemiddelde jaarlijkse neerslag 212 mm.